# NGC 5573
NGC 5573 (другие обозначения — MCG 1-37-5, ZWG 47.16, NPM1G +07.0353, PGC 51257) — галактика в созвездии Дева.
Этот объект входит в число перечисленных в оригинальной редакции «Нового общего каталога».